# Bezovje, Štalenska gora
Bezovje (nemško Hollern) je naselje v občini Štalenska gora v okraju Celovec-dežela na severno-osrednjem predelu Celovškega polja na Koroškem v Avstriji.

## Zgodovina
Majhen obcestni zaselek z vsemi starimi hišami na vzhodni strani ceste je bil nekoč del starega koseškega sodstva (nem. Burgfried) v sosednjem Šentlovrencu. Njegovih pet kmečkih posestev (hub) je v stoletjih doživelo številne lastniške spremembe. Leta 1261 je Adelheit, hčerka celovškega meščana Otta Kergila (koseškega kmeta, ki se je preselil v mesto), podarila kmetijo v Bezovju cistercijanski opatiji Vetrinj. To je današnja kmetija p.d. Trefar, ki so jo menihi leta 1423 predali klarisinemu samostanu v Šentvidu ob Glini. V samostanskem urbarju iz leta 1515 je zemljišče navedeno kot trojna huba. Le-ta je takrat plačala 78 pfenigov, 22 sodov rži, 31 veder ovsa, šest svinjskih pleč, tri broilere (pitane kure), šest malih piščancev in 90 jajc.
Desetino je Trefar moral plačati gospodi v Taggenbrunnu (Pograč v Šentvidu ob Glini) v salzburško blagajno: štiri merice prosa in ječmena letno. Domače hišno ime nem. „Treffer“ (slov. Trefar), ki ga je mogoče dokumentirati iz leta 1551, je eno redkih pozitivno obarvanih kmečkih imen, ki se nanaša na lastnosti nekdanjega lastnika (= dober strelec).
Posestvo  oz. huba p.d. Hapuč je bila od poznega srednjega veka podrejena bližnji podružniški cerkvi Šentlovrenc, medtem ko so bile druge tri kmetije ozirpma hube od začetka 17. stoletja podrejene gospostvu Arlsberg (pozneje Žrelec). Ena izmed teh treh hub je bila fevd koroškega vojvode, katerega lastniki so se v 15. in 16. stoletju pogosto menjavali (Aspacher, gospostvo Frankenstein, gospostvo Plešivec nad Gosposvetskim poljem), druga dva pa sta bila verjetno prvotno podrejena Čilberžanom in od 14. stoletja gospostvu Črni Grad pri Velikovcu.
Videz vasi, ki leži na robu malega ledenodobnega grebena, se glede lokacije gradbenih parcel skoraj ni spremenil, vendar se je porazdelitev zemljišč precej spremenila. Še v 19. stoletju je bil zanj značilen obsežen močvirnat pašnik, ki je bil po letu 1830 razdeljen in v 20. stoletju osušen. Kar zadeva prebivalstvo, je naselje stagniralo in ima že 150 let skoraj konstantno število 25 prebivalcev.

## Cerkvena ureditev
Bezovje pripadajo dvojezični dekaniji Tinje, ki je bila do leta 1938 slovenska (razen Otmanj, ki so bile dvojezične, nemško-slovenske) ter je sedaj uradno dvojezična, medtem ko je župnija Šenttomaž pri Celovcu, kateri pripadajo Bezovje, uradno le še nemška. 

## Ledinska imena
V franciscejskem katastru so po referenčnem avtotrju Wilhelmu  Wadlu vsa zapisana ledinska imena južno zvezne ceste med Celovcem in Mostičem, tako tudi v okolici Bezovja slovenska oziroma slovenskega izvora. Zapisana so na severo-zahodu »Pod Leschjam«, »Beski« (verjetno od Bezgovec) ter "Fike" (Fika) na vzhodu,  »Flitza« in »Spodnu Polle« (Spodnje polje) na jugu ter »Per Stegnah« na severozahodu. Na Tamnah je tudi osrednji siže literarne črtice domačega avtorja Bojan-Ilije Schnabla. Domače ledine prav v teh rajih so tudi siže črtice domačega avtorja "Božja pot do Gospe Svete in nazaj".

## Poimenovanje
Pavel Zdovc je zapisal rabi krajevnega imena kot sledi: Bezóvje (bəzôṵje); v Bezóvju, v Bezóvje, iz Bezóvja (bəz-), kraj pogov. Bezóvški; Bezóvčani (bəz-).

## Hišna imena
V zapisih slovenske Hranilnice in posojilnice Št. Tomaž iz Šenttomaža pri Celovcu so v Čilberku kot člani zapisani:
- p.d. Badanej > Badanej, Badanejka und Badanejov, Badanejeva;
- Hapuč > Hapuč, Hapučinja und Hapučov, Hapučeva (Marija Močnik, Hapučeva v Bezovju ; Helena Kočnik pri Hapuču);
- Tominc > Tominc, Tominčinja und Tominčev, Tominčeva (Frank Jožef, Tominčev v Bezovju ; Rudolf Frank Tomincev v Bezovju (sic !));
- Trefar > Trefar, Trefarca und Trefarjev und Trefarjeva.[14][15]

Wilhelm Wadl omenja hubi »Treffer«, za katero meni, da je eno od redih hišnih imen s pozitivno konotacijo, saj naj bi izviralo iz vzdeva nekdanjega lastnika, ki bi dobro zadel (nem. »treffen«) ter Haputsch.
- Seznamu lahko še dodamo p.d. Šolar, nekdanja prva kmetija z juga, od katere se je do danes le ohranil nekdanji sedenj.

## Narečje
Zgodovinsko domače slovensko narečje je (bila) poljanščina Celovškega polja, kot je bilo zapisano leta v doktorski disertaciji Katje Sturm-Schnabl leta 1973 ter terminološko opredeljeno kot takšno šele v okviru znanstveno raziskovalnega dela Bojana-Ilije Schnabl ob pripravah za Enciklopedije slovenske kulturne zgodovine na Koroškem (2010 oz.  2016).
Nemščina je prisotna v obliki osrednje-koroškega nemškega narečja.

## Slovensko kulturno življenje
Začetek 20. stoletja je bilo Bezovje zajeto v kulturno življenje Slovenskega prosvetnega društva »Edinost Št. Tomaž«, ki je bilo ustanovljeno leta 1910 ter »Hranilnice in posojilnice Št. Tomaž«, ki je bila ustanovljena leta 1912/13 v Šenttomaža pri Celovcu. Med člane društva in/oziroma koristnike slovenske hranilnice in posojilnice štejemo p.d. Hapuč (Marija Močnik, Hapučeva v Bezovju ; Helena Kočnik pri Hapuču) in p.d. Tominc (Frank Jožef, Tominčev v Bezovju, Rudolf Frank Tomincev v Bezovju (sic !)).

## Literarni spomenik
V literarni črtici »Božja pot do Gospe Svete in nazaj, ali Večno mlade lipe« domačega avtorja Bojana-Ilije Schnabla je le-ta postavil literarni spomenik sedaj rajnim sosedom iz Bezovja, ko piše:
»V Bezovju je vsaka stara stavba spominjala na stare domačine, za katere sem šele kot odrasel izvedel, da nosijo v sebi sledove prastarega koseškega stanu. Kot da bi z dvorišč pozdravila in mahala zdaj že rajni Šolar in rajna stara Badanejka, ki pa gotovo zdaj prijazno spremlja najino pot tam visoko na ljubkih oblakih nad nama. Prav tako kot mila Trefarka, ki si je nekoč želela priti z našo Reziko (Thausing iz Svinče vasi, op.) na predstavo Miklove Zale v Šentjakob v Rožu. Tudi to je ena izmed naših božjih poti, vendar božja pot kulture in prosvete in del daljše poti človeštva.«

## Literarna podoba
- Bojan-Ilija Schnabl: Tamnah, Na Tamnah – Temna gora: Zgodovinska črtica o imenu hriba nad Celovškim poljem. V: Koledar Mohorjeve družbe 2013. Celovec 2012, str. 134-137.
- Bojan-Ilija Schnabl. Božja pot do Gospe Svete in nazaj ali večno mlade lipe. V: Koledar Mohorjeve družbe v Celovcu za prestopno leto 2012. Celovec: Mohorjeva družba, Celovec 2011, str. 112-116.
- Bojan-Ilija Schnabl: Poljanski camino, (Celovec, Mohorjev 2018), str. 14-23.

## literatura
- Wilhelm Wadl: Magdalensberg: Natur – Geschichte – Gegenwart. Gemeindechronik, Verlag Johannes Heyn, Klagenfurt 1995, ISBN 3-85366-812-7., 2. izdaja, 2024, 440 str., tu stran 235-236.
- Katja Sturm-Schnabl: Kulturno življenje v fari Št. Tomaž od začetka 20. stoletja do nemške okupacije. V: Koroški koledar 2009. Celovec:  Slovenska prosvetna zveza, Založba Drava, 2008, str. 139-156.
- Bojan Schnabl. Zgodovinsko slovensko prosvetno društvo “Edinost” v Šenttomažu: nova dognanja. V: Koledar Mohorjeve družbe v Celovcu 2024, ISSN 1024-1493, 2024, str. 51-58, ilustr.